# Fahrpersonal
Fahrpersonal wird im Arbeitszeitgesetz (Deutschland) bzw. Fahrpersonalgesetz/Verordnung und EU-Verordnung 561/2006 (ggf. auch AETR) definiert. Hiernach sind Fahrer (gleichgestellt mit Personen, die sich zur Bedienung von Kraftfahrzeugen bereithalten), Beifahrer und Schaffner als Fahrpersonal anzusehen und unterliegen den obigen Gesetzen.

## Rechtliche Regelungen
Die  Lenkzeitunterbrechung (Fahrtunterbrechung) wird in den  einzelnen Gesetzen in ihrem jeweiligen Gültigkeitsbereich  geregelt.
Das Fahrpersonal unterscheidet sich vom administrativen Personal (oder  Verwaltungspersonal) eines Verkehrsbetriebes.
Das Fahrpersonal ist nur zur Durchführung von Fahrten als Kraftfahrer verpflichtet. Darüber hinaus gibt es zu jedem Verkehrsbetrieb auch einen Disponenten, gegenüber welchem das Fahrpersonal weisungsgebunden ist. Auch bei Unwägnissen muss es sich zunächst mit diesem abstimmen und darf im Regelfall nicht eigenmächtig Entscheidungen treffen, wenn es um den Abbruch  der Reise oder um Verzögerungen im Betriebslauf geht.
Das Fahrpersonal hat regelmäßig an Schulungen hinsichtlich der Sicherheit der Verkehrsmittel als auch der Ersten Hilfe teilzunehmen. Diese Kosten muss der Verkehrsbetrieb erstatten, wenn er nicht imstande ist, die Schulungen selbst anzubieten.
Das Fahrpersonal hat das Recht, unter bestimmten Voraussetzungen Teilnehmer nach vorheriger (ggf. mehrmaliger) Ermahnung oder im Falle von Krankheiten von der Fahrt auszuschließen. Diese müssen dann auf eigene Kosten für eine andere Beförderungsmöglichkeit sorgen.
Das Fahrpersonal ist dazu verpflichtet, bei Fahrten länger als vier Stunden eine mindestens viertelstündige Pause unaufgefordert einzulegen. Darüber hinaus besteht nach mindestens vier Stunden ununterbrochener Fahrt  eine Verpflichtung, eine größere Pause von mindestens einer Stunde einzulegen.